# کلسی چو
کلسی چو (انگلیسی: Kelsey Chow؛ زادهٔ ۹ سپتامبر ۱۹۹۱) بازیگر اهل ایالات متحده آمریکا است. وی از سال ۲۰۰۵ میلادی تاکنون مشغول فعالیت بوده‌است.
از فیلم‌ها یا برنامه‌های تلویزیونی که وی در آن‌ها به ایفای نقش پرداخته‌است، می‌توان به شراب تابستان، مرد عنکبوتی شگفت‌انگیز، رودخانه ویند،  تین ولف، فارگو و حرکت نکن اشاره کرد.